# Atapuerca

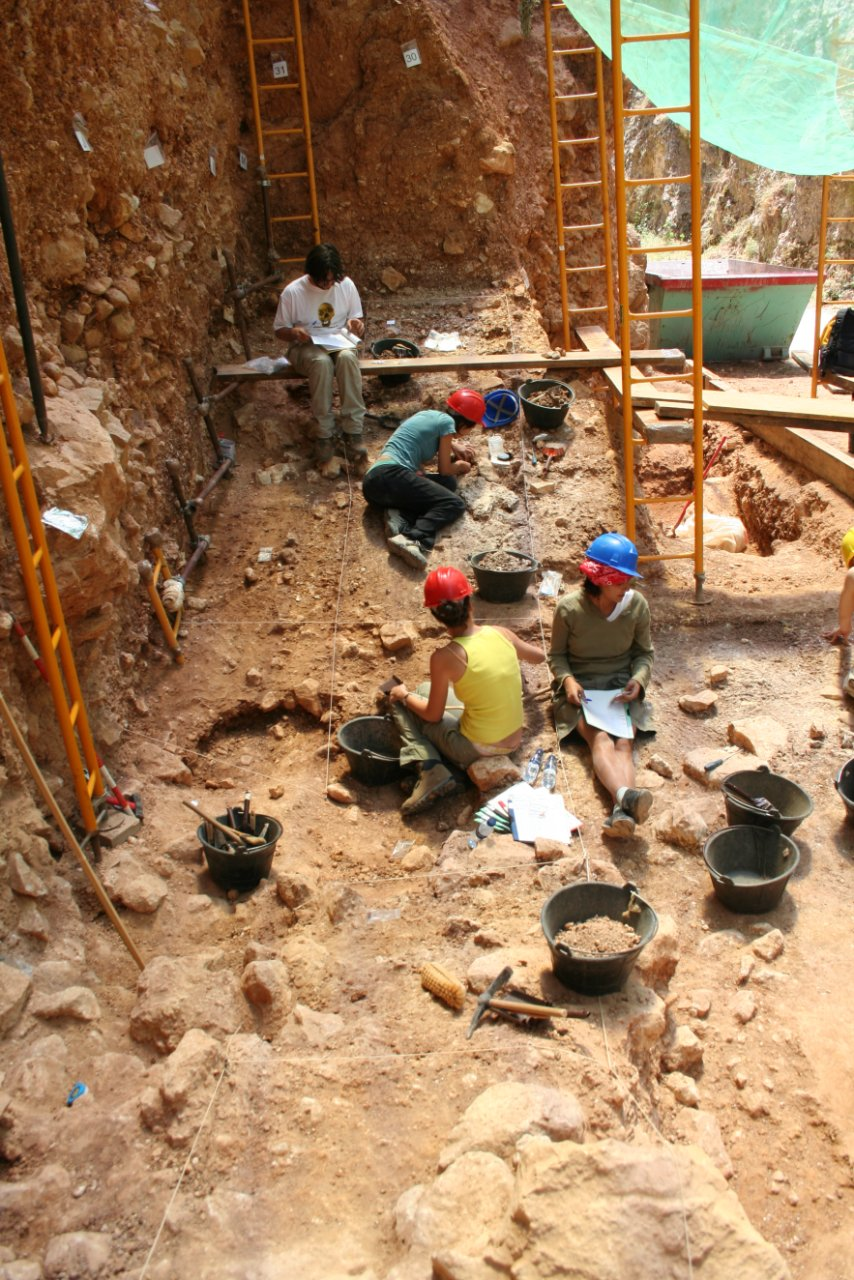
Stanowisko archeologiczne w Atapuerca

Atapuerca – miasto w Hiszpanii, położone kilkanaście kilometrów od Burgos w regionie Kastylia i León.
W latach 1996–1997, w pobliżu miasta – regionie nazywanym Sierra de Atapuerca (albo Sierra Atapuerca) – odkryto bogate stanowisko archeologiczne, nazwane Sima de los Huesos (pol. studnia kości), zawierające najstarsze szczątki przodków człowieka znalezione w Europie, pochodzące z okresu sprzed 780 000 do 1 miliona lat.
W 2000 roku stanowisko w Atapuerca zostało wpisane na listę światowego dziedzictwa UNESCO.